# Caesalpinia velutina
El frijolillo, cacique, madre cacao, aripín o palo colorado (Caesalpinia velutina) es una planta perteneciente a la familia Fabaceae.

## Clasificación y descripción
Árbol caducifolio, de tamaño mediano y sin espinas, mide de 5-12 m de alto, alcanzando alturas hasta de 20 m. Su tronco es recto,  de  20-30 cm a la altura del pecho. La corteza es lenticelada, áspera y gris con pequeños cráteres. En los árboles grandes la corteza se desprende en placas grandes. La copa de estos árboles es amplia y ligera,  en condiciones abiertas las ramas  son bajas. Las hojas son aterciopeladas y miden  de 20-30 cm de largo, son hojas alternas, bipinnadas y algo vellosas. Cada hoja tiene de 2-4 pares de pinas y una pina terminal, cada una con 5-7 pares de foliolos de 3-6 cm de largo. Las flores se producen en racimos más cortos que las hojas con abundantes flores  de color amarillo. El fruto es una vaina (legumbre) aterciopelada y muy vellosa, de 10-15 cm de largo y 2-3 cm de ancho, persistentes, indehiscentes, que crece en grupos. Son de color verde cuando están inmaduros, y cuando maduran son café oscuro. Cada vaina contiene de 2 a 10 semillas de 5-7 mm de diámetro.

## Distribución
Este árbol es una especie nativa de México y América Central. Crece desde las zonas secas subtropicales del sur de México, hasta el monte espinoso subtropical de Guatemala y  Nicaragua. En nuestro país se tienen registros de esta especie en los estados de Nayarit, Guanajuato, Jalisco, Michoacán, Puebla, Veracruz, Guerrero, Oaxaca, Chiapas y Yucatán.

## Hábitat
En México crece de forma natural en las zonas secas, en ambientes de lomeríos de matorral poco denso, en laderas con suelos rocosos, en asociación con vegetación arbustiva y espinosa o en bosques poco densos. Se localiza desde los 50 hasta los 1,200 m s. n. m. Los bosques naturales donde se establece la especie presentan suelos derivados de origen calcáreo o suelos derivados de serpentín, aunque también tolera suelos salinos. No prospera en suelos con características vérticas, muy arcillosos, compactados; además de suelos salinos y con mal drenaje. Para su desarrollo  basta una precipitación no mayor a los 600 mm anuales, aunque soporta precipitaciones hasta de 1200 mm anuales. Esta especie puede colonizar tierras agrícolas abandonadas, enraíza de forma profunda, aún en suelos rocosos y si hay una capa endurecida, desarrolla un sistema radical superficial. Crece en climas con ausencia de heladas y soporta sequías prolongadas, de seis a siete meses

## Estado de conservación
Es una especie importante, para la regeneración natural de áreas perturbadas, debido a su alta capacidad regenerativa y alta resistencia a las malezas.  Esta especie no se encuentra bajo ninguna categoría de protección de acuerdo a la NOM-059-ECOL-2010 de la SEMARNAT. Tampoco se encuentra en la lista de especies de la IUCN (Unión Internacional para la Conservación de la Naturaleza).